# Стар Трек: Пикар
„Стар Трек: Пикар“ (на английски: Star Trek: Picard) е американски научнофантастичен сериал.
Това е осми сериал от вселената на Стар Трек и стартира през 2020 г. като част от разширената вселена на Алекс Курцмън. Сериалът разказва за пенсионирания адмирал от Звездния флот Жан-Люк Пикар, като всеки сезон изследва различни аспекти на героя и обхваща въпроси, които възникват в последния етап от живота на човека.
Патрик Стюарт се завръща в ролята на Пикар от поредицата Стар Трек: Следващото поколение. Алисън Пил, Иса Брионес, Хари Тредауей, Мишел Хърд, Сантяго Кабрера също участват в първия сезон, а Джери Райън, Орла Брейди и Брент Спайнър се присъединяват към втория. В третия сезон участват и други завръщащи се от актьорския състав от „Следващото поколение“ – Левар Бъртън, Майкъл Дорн, Джонатан Фрейкс, Гейтс Макфадън и Марина Сиртис.
Сериалът е официално обявен през август 2018 г. Той е продуциран от CBS Studios в сътрудничество със Secret Hideout, Weed Road Pictures и Roddenberry Entertainment и е проектиран да бъде по-бавен и по-фокусиран върху героите от предишните серии във франчайза. Снимките са в Калифорния.
Премиерата на Стар Трек: Пикар е по CBS All Access на 23 януари 2020 г. и първият му сезон е от 10 епизода до 26 март. Вторият сезон е пуснат в Paramount+ от 3 март до 5 май 2022 г., като се очаква третият и последен сезон за премиера в началото на 2023 г. Сериалът е посрещнат като цяло с положителни отзиви от критиците към представянето на Стюарт и фокуса върху героя над действието, въпреки че някои критикуват бавното темпо. Той получава множество отличия, включително награда Primetime Emmy за грим.

## Сюжет
Внимание:  Текстът по-долу разкрива сюжета на произведението (или части от него)!
Поредицата започва през 2399 г., 20 години след събитията във филма Стар Трек: Възмездието (2002), и открива, че героят е дълбоко засегнат от смъртта на Дейта, както и от унищожаването на планетата Ромулус във филма Стар Трек (2009). Оттеглил се от Звездния флот и живеещ в лозето на семейството си, Пикар е въвлечен в ново приключение, когато е посетен от привидната дъщеря на Дейта, едно от няколкото нови синтетични същества или „синтове“. Пикар се бори за правото им на съществуване и дава живота си, за да ги спаси във финала на първия сезон. След това съзнанието му се прехвърля в синтетично тяло. По време на втория сезон, през 2401 г., Пикар и неговите спътници живеят нов живот, когато се изправят срещу стария противник на Пикар – Q в последното изпитание. Тъй като Q ги хваща в капан в алтернативна реалност, те трябва да пътуват назад във времето до 21-ви век, за да спасят бъдещето на галактиката. В третия сезон Пикар се събира отново с бившия екипаж на USS Enterprise.

## Епизоди
| Сезон | Сезон | Епизоди | Излъчване      | Излъчване    |
| Сезон | Сезон | Епизоди | Премиера       | Финал        |
| ----- | ----- | ------- | -------------- | ------------ |
|       | 1     | 10      | 23 януари 2020 | 26 март 2020 |
|       | 2     | 10      | 3 март 2022    | 5 май 2022   |
|       | 3     | 10      | 2023           | TBA          |